# Ministère de l'Armement et des Liaisons générales
 (janvier 2019).
Le ministère de l’Armement et des Liaisons générales (MALG) était un ministère et le service de renseignement de l'ALN durant la guerre d'Algérie, organe du Front de libération nationale (FLN), ancêtre de la Sécurité militaire (SM), puis du département du Renseignement et de la Sécurité (DRS).

## Histoire

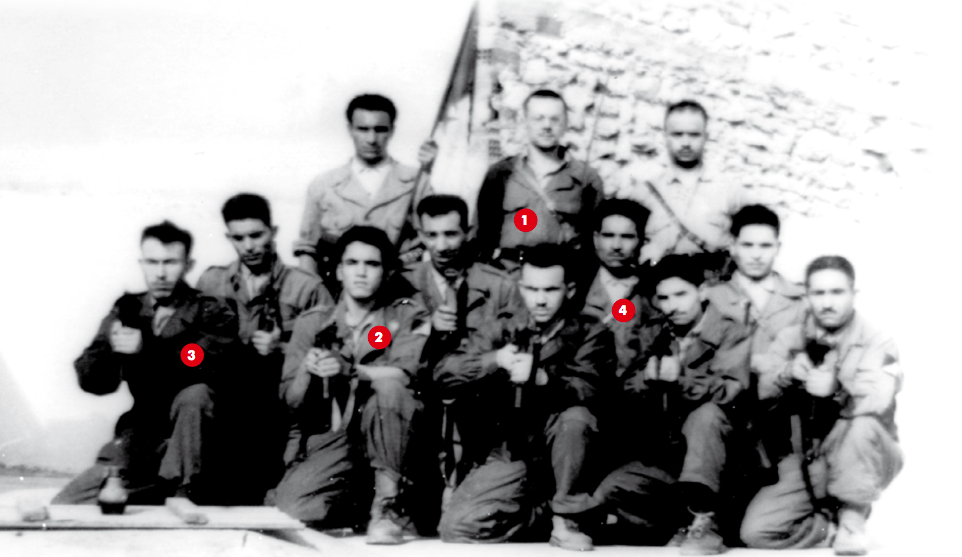
Le responsable de toutes ces attributions était le colonel Abdelhafid Boussouf qui était l’un des adjoints de Ben M'hidi au déclenchement de la lutte de libération. En avril 1956, au départ de Larbi Ben M'hidi vers Alger, il commanda la Wilaya V dont les éléments du poste de commandement sont :
1 - Abdelhafid Boussouf
2 - Larbi Ben-M'hidi
3 - Houari Boumediene
4 - Rachid Mosteghanemi

Le MALG, est créé en septembre 1957, sous le nom de Ministère des liaisons générales et des communications (MLGC), avant de devenir le MALG lorsque, en janvier 1960, Abdelhafid Boussouf — jusque-là responsable du redoutable « Service de renseignement et de liaison » de l'ALN — en prend le commandement. Il en fait une puissante machine policière qui étend sa surveillance à l'ensemble du FLN-ALN à l'extérieur. Hormis les wilayas du centre (le Constantinois, l'Algérois et la Kabylie), plus rien n'échappe désormais à son contrôle.
Soutenant deux stations avancées en Tunisie et au Maroc, le MALG implante en Libye, à Tripoli, une centrale de renseignement, nommée « base Didouche ». Cette base est composée d'une section « Renseignement, documentation et exploitation », dont la tâche est de recueillir, d'analyser et d'exploiter les rapports adressés par les agents opérant dans les pays étrangers et d'une autre, la section « Vigilance », chargée d'assurer la protection — en réalité, la surveillance — des leaders de la Révolution. Dès 1958, les agents du MALG sont admis en URSS pour être formés dans les écoles du KGB. Ils y apprennent « le terrorisme d'appareil [ainsi que] la mise en scène l'organisation des provocations et des complots préventifs pour détruire l'adversaire ». Cette promotion aura pour nom de code « Tapis rouge ».
Le 21 septembre 1958, des membres du MALG avaient tenté de faire sauter le troisième étage de la tour Eiffel où sont notamment installées les antennes de la DST.

## Membres du MALG
- Kantil M'Hamed, né le 11 octobre 1932 à Relizane et décédé le 8 novembre 2012 à Alger.
- Idjer Mohammed, né le 04 décembre 1938 à Alger et décédé le 08 novembre 2003, membre de l'équipe de déchiffrement.
- Sayad Mohammed Lakhdar, né le 2 avril 1938 à Elma Labied (wilaya de Tébessa), membre de l'équipe de déchiffrement.
- Abdelaziz Maoui, né le 10 avril 1929 à Rabat au Maroc et décédé le 26 octobre 2018.

- Mustapha Tounsi, né le 27 septembre 1939 à Miliana et décédé le 23 juillet 2018, fut responsable des transmissions de la wilaya IV historique et membre fondateur de l'association des anciens du MALG.
- Boumedjeria Sahraoui (dit Meslem) fut un membre du DVCR Tripoli, décédé le 9 avril 2015
- Dahou Ould Kablia, également président de l'Association des anciens du ministère de l'Armement et des Liaisons générales[3].
- Abdelhafid Boussouf
- Moulay Baghdadi Ben-Mahdi dit “Fateh”
- Khedidja Chellali, née en juin 1938 ou le 9 janvier 1939 à Oujda et décédée en juin 1957 à Oued Sefioune, membre du corps des contrôleurs.
- Mustapha Cheloufi [4].
- Abderrahmane Berouane[5]
- Mohamed Khelladi[5].
- Mohamed Lokmami[5].
- Abdelhamid Temmar[5].
- Hocine Senoussi, décédé en 2020[6].
- Mohamed Nedjadi[5].
- Abdelkader Boukhari[5].
- Abdelamajid Senouss, décédé en 1999[réf. souhaitée]
- Ali Hamlat[5].
- Mohamed Bentelis[5].
- Messaoud Zeghar
- Benabdelkader Azzout (juin1932-mars 2011)[7].
- Nourdine Senoussi (avril 1937-décembre 2019)[réf. souhaitée].
- Saddar Senoussi, né 26 juillet 1931 à Tiaret, l'un des fondateurs des Transmissions du FLN et de l'ALN et ancien membre de la DTN (Direction des Transmissions Nationales) du MALG.[réf. souhaitée]

## Organisation

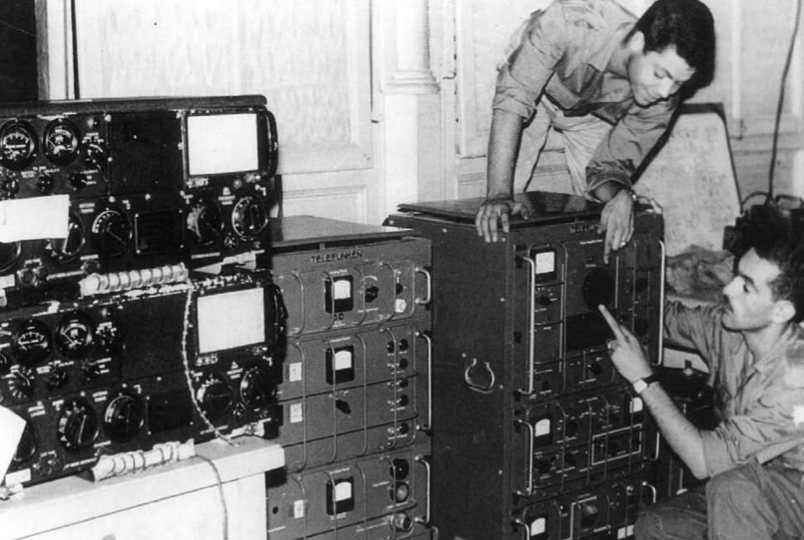
Membres de la DTN (Direction des Transmissions Nationales) du MALG

Ce sont les anciens services du MLGC devenus des directions au nombre de 5 :
- La direction des transmissions nationales et du chiffre (DTN)
- La Direction de la Documentation et des Recherches, chargée de la recherche de l'information militaire (DDR)
- La Direction de la vigilance et du contre-renseignement (DVCR)
- La Direction des liaisons générales qui constituait le réseau de poste aux armées (DLG)
- La direction de la logistique chargée de l'acquisition, du stockage, de l'acheminement des armes, des équipements divers et de l'habillement etc.